# Paul Melissus
Paul Melissus (ou Paulus Melissus Schedius), né le 20 décembre 1539 à Mellrichstadt, en principauté épiscopale de Wurtzbourg, et mort le 3 février 1602 à Heidelberg, est un humaniste, poète néo-latin et diplomate au service des empereurs Maximilien II et Rodolphe II.

## Biographie

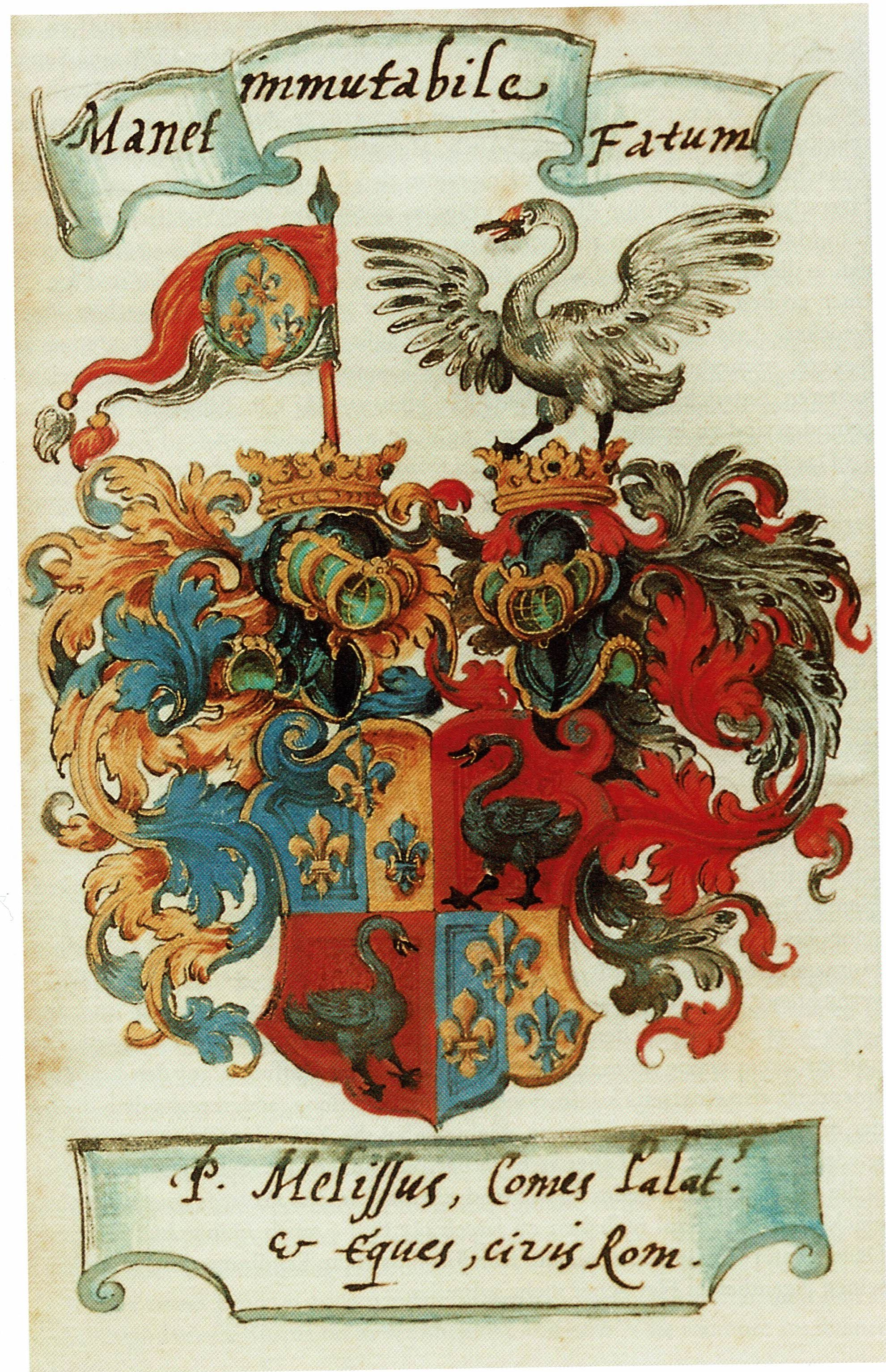
Armes de Paul Melissus.

Paul Melissus s'appelait Paul Schad de son nom de naissance. Il est né à Mellrichstadt, aujourd'hui en Bavière dans le district de Basse-Franconie, mais, à cette époque, la Franconie ne faisait pas encore partie de la Bavière et Melissus se dit franconien (Francus). Il fait ses études à Zwickau (1557-1579), puis à Erfurt et Iéna. Il vit ensuite quelques années à Vienne (1560-1564) ; pendant son séjour à Vienne, il reçoit la couronne de poeta laureatus de l'empereur Ferdinand Ier. Il séjourne ensuite à Prague, à Wittenberg, à Leipzig, puis à la cour de l'évêque de Wurtzbourg.
Il finit par se fixer à Heidelberg, où il devient bibliothécaire de la Bibliothèque palatine.

## Œuvres
en latin
- Cantiones (1566)
- Schediasmata (1574)
- Schediasmatum reliquiae (1575)
- Epigrammata (1580)
- Odae Palatinae (1588)
- Meletemata (1595)

en allemand
- Psalmen in deutschen Gesangreimen (1572)